# Christoph Westerthaler
Christoph Westerthaler (Silz, 11 gennaio 1965 – Horn, 20 luglio 2018) è stato un calciatore e allenatore di calcio austriaco.
È scomparso nel 2018 all'età di 53 anni a seguito di un infarto.

## Carriera
Fu capocannoniere del campionato austriaco nel 1992. Con il Tirol Innsbruck vinse per due volte tale competizione (1989, 1990) e per due volte la Coppa d'Austria (1989, 1993).

## Palmarès

### Club

#### Competizioni nazionali
- Campionato austriaco: 2

Swarovski Tirol: 1988-1989, 1989-1990
- Campionato tedesco di seconda divisione: 1

Eintracht Francoforte: 1997-1998